# Itupeva (kommun)
Itupeva är en kommun i Brasilien.   Den ligger i delstaten São Paulo, i den sydöstra delen av landet, 800 km söder om huvudstaden Brasília. Antalet invånare är 44 825.
Följande samhällen finns i Itupeva:
- Itupeva

Omgivningarna runt Itupeva är en mosaik av jordbruksmark och naturlig växtlighet. Runt Itupeva är det ganska tätbefolkat, med 155 invånare per kvadratkilometer.